# 西岡信雄
西岡 信雄（にしおか のぶお、1939年11月1日- ）は、日本の音楽学者、大阪音楽大学名誉教授。
専門分野は音楽人類学。元大阪音楽大学理事長兼学長。財団法人音楽文化創造理事、財団法人大阪府文化振興財団常任理事、浜松市楽器博物館名誉館長、伊丹アイフォニックホール音楽プロデューサー。

## 来歴
東京都出身。人文地理学者西岡秀雄の長男。
慶應義塾幼稚舎より慶應義塾に学び、慶應義塾大学工学部に入学、工学部3年次修了後、商学部に転部し、1963年に卒業。
大阪フィルハーモニー交響楽団で1966年までフルート奏者として活動した後、大阪音楽大学で関西洋楽受容史の研究に当たる一方、フリーのフルート、ピッコロ、リコーダー奏者、民族楽器奏者として活躍。
1971年に大阪リコーダー・コンソートを結成、1990年まで主宰を務める。1976年大阪音楽大学助教授、1983年同教授。1996年から2009年まで同理事長、1998年から2006年まで学長兼任。

## 著作
- 『地球の音楽誌―神々の音、人々の音』（1992 大修館書店）
- 『イオンじいさんの笛―音楽人類学者の見た地球』（1999　音楽之友社）
- 『楽器からのメッセージ―音と楽器の人類学』（2000 音楽之友社）
- 『人と神と音―楽器をフィールドワークする 』（2004 ミュージックトレード社）

### 共著編
- 『新編 音楽中辞典』(2002　音楽之友社)　（山口修監修、海老沢敏、上参郷祐康との共著）
- 『よくわかる楽器のしくみ 図解雑学 絵と文章で分かりやすい! オールカラー』編著 ナツメ社 2009

### 翻訳
- （エヴリン・ロスウェル（ジョン・バルビローリ夫人）『オーボエのテクニック』1965/5　音楽之友社）
- （ガンサー・シュラー 『ホルンのテクニック』 1965/5　音楽之友社）
- （アーチー・キャムデン 『バスーンのテクニック』 1965/9　音楽之友社）
- （フレデリック・サーストン 『クラリネットのテクニック』 1965　音楽之友社）
- （F.B.チャップマン 『フルートのテクニック』 1965　音楽之友社）
- （ジェームズ・ブレーズ『ティンパニー,シロフォーン,ドラムなど打楽器のテクニック』 1966/2　音楽之友社）
- （デルバート・デール『トランペットのテクニック』1966　音楽之友社）
- （A.R-ジォーンズ 『リコーダーのテクニック』1967　音楽之友社）
- （デニス・ウィック『トロンボーンのテクニック』1972/9 音楽之友社）
- （フレダ・ディン『学校教育におけるリコーダー指導法 フレダ・ディン=リコーダー教材シリーズ』 1974　音楽之友社）
- （エドガー・ハント『リコーダーとその音楽』 2000 全音楽譜出版社）